# Hanna Zetterberg
Hanna Rebecca Zetterberg (født 15. februar 1973 i Stockholm) er en svensk politiker, forfatter og tidligere barneskuespiller. Hun spillede i 1984 hovedrollen i filmen Ronja Røverdatter, og har senere været aktiv som politiker for Vänsterpartiet.
I en alder af 21 blev hun valgt ind i Riksdagen for Vänsterpartiet.
I 2008 debuterede hun som forfatter med børnebogen Nejlika och lilla lilla syster.